# Туи-тонга

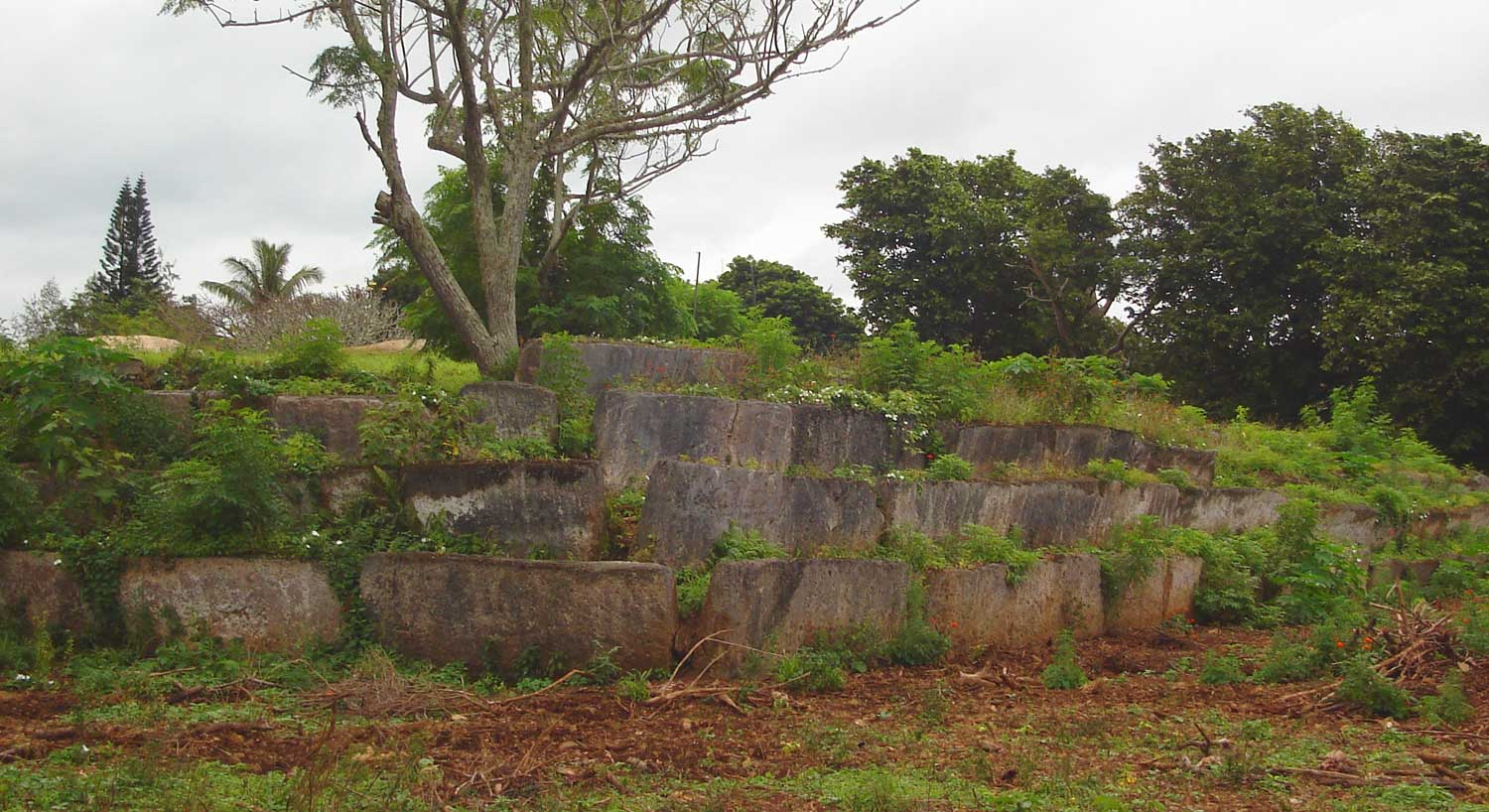
Ланги — гробница династии Туи Тонга

Примерно в X веке на островах Тонга установилась власть королевской династии туи-тонга, основателем которой, согласно местным мифам, стал сын бога Тагалоа и смертной девушки по имени Илавеха. Представители династии обладали не только абсолютной политической, но и религиозной властью, однако в XV веке двадцать четвёртый по счёту туи-тонга отказался от политической власти, передав её представителю родственного клана туи-хаатакалауа. Тем не менее он сохранил за собой религиозную власть. Точная причина данного шага неизвестна. Согласно одному из предположений, это была попытка реформирования политической системы общества, согласно другой, политическая деятельность туи-тонга вызвала недовольство среди местного населения, поэтому он был вынужден уплыть (или был изгнан) в Самоа, где провёл длительное время. Так как попытки установить свою власть на островах Вавау не увенчались успехом, туи-тонга был вынужден смириться с передачей политической власти туи-хаатакалауа. Только после этого ему было разрешено вернуться на родину. Окончательно титул был упразднён в 1865 году со смертью Лауфилитонга.
1. Ахоэиту (ок. 950) — божественный отец, первый представитель династии туи-тонга, поселившийся сначала в Попуа, а затем в других местах округа Ханаке (например, в Толоа рядом с Фуаамоту).
2. Лолофакангало
3. Фангаонеоне
4. Лихау
5. Кофуту
6. Калоа
7. Маухау
8. Апуанеа
9. Афулунга
10. Момо
11. Туитатуи
12. Талатама
13. Туитонгануи ко э Таматоу
14. Талаихаапепе
15. Талакаифаики
16. Талафапите
17. Туитонга Маакитоэ
18. Туитонга Пуипуи
19. Хавеа I
20. Татафуэикимеимуа
21. Ломиаэтупуа
22. Хавеа II
23. Такалауа
24. Кауулуфонуа I
25. Вакафуху
26. Пуипуифату
27. Кауулуфонуа II
28. Тапуоси
29. Улуакимата I
30. Фатафехи Паулахо
31. Кауулуфонуа III
32. Улуакимата II
33. Туипулоту (I) иланги Туофефафа
34. Факанаанаа
35. Фатафехи Туипулату II иланги Туотеау
36. Паулахо
37. Маулупекотофа
38. Фуанунуиава
39. Лауфилитонга

Последний туи-тонга умер, не оставив наследников. После этого титул был упразднён.